# A1GP-Saison 2008/09
Die A1GP-Saison 2008/09 wurde vom 4. Oktober 2008 bis zum 3. Mai 2009 auf insgesamt sieben Rennstrecken ausgetragen. Als Weltmeister ging Irland hervor.

## Überblick

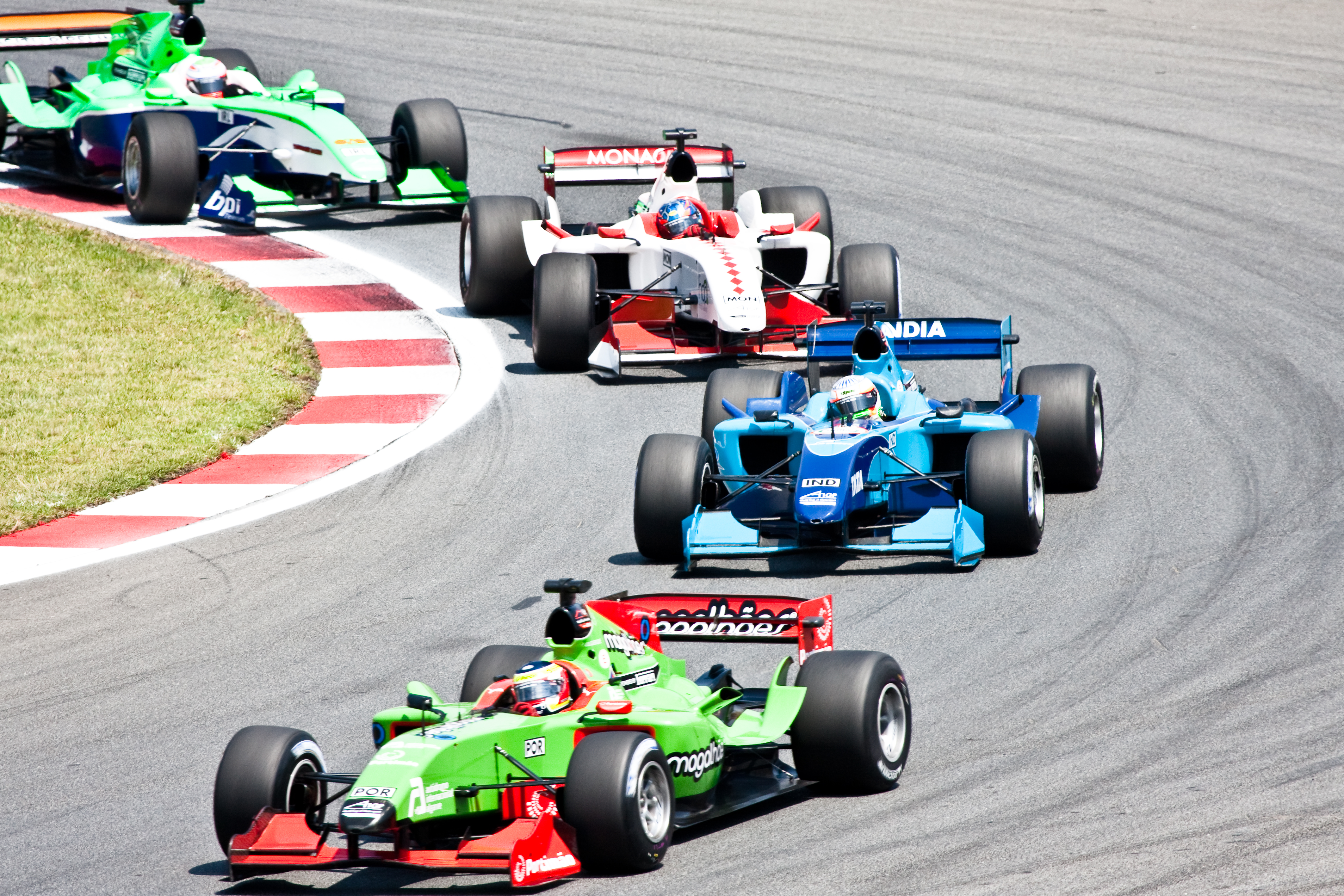
GP von Südafrika in Kyalami am 22. Februar 2009

Die Saison 2008/2009 war die vierte der A1GP-Serie, die nun infolge des mit Ferrari geschlossenen Motorenausrüster-Vertrags in Kombination mit einem brandneuen Rennboliden den Zusatz Powered by Ferrari trug. Die Saison wurde durch Fertigungsschwierigkeiten des neuen Chassis und finanzielle Engpässe der Serie geprägt. Irland mit Adam Carroll am Steuer gewann nach fünf Rennsiegen den Titel vor dem Meisterteam der vergangenen Saison, der Schweiz, die vier Rennen als Erster beenden konnten. Meisterschaftsdritter wurde erstmals das portugiesische Team mit einem Rennerfolg. Ebenfalls Rennsiege verbuchen konnten die Teams aus Frankreich, Malaysia und den Niederlanden (zwei Mal).

## Auto
Als Einheitsauto kam der neue A1-Ferrari mit Michelin-Bereifung zum Einsatz, siehe A1GP-Autos. Er war von Beginn an anfälliger als der Vorgängerwagen, was mit der relativ kurzen Entwicklungs- und Testzeit begründet werden kann.

## Teams
Es traten offiziell 23 Teams an (siehe Team- und Fahrerübersicht), jedoch nahmen nur 21 auch tatsächlich an Rennwochenenden teil. Von den zwei offiziell gelisteten aber rennabstinenten Teams trat Pakistan immerhin beim offiziellen Test am 2. und 3. Oktober in Snetterton und bei einem zweitägigen privaten Test mit dem A1GP-Auto auf dem Phakisa Freeway in Erscheinung (Februar 2009), bei Kanada sind keinerlei Tests bekannt. Team Tschechien gehörte der Serie nicht mehr an, Korea und Monaco stiegen neu ein.
Nicht alle Teams nahmen durchgehend teil. Die Teams aus Großbritannien, Indien und Mexiko fehlten beim ersten Rennwochenende aufgrund der Chassisproblematik. Team Deutschland trat erst ab dem Kyalami-Wochenende an, da nach dem Rückzug von Seatholder Willi Weber zuerst ein Nachfolger gefunden und das Team restrukturiert werden musste.
| Team           | Seatholder                                      | Rennstall                  | Fahrer              | Rennwochenenden | SR | HR | RG |
| -------------- | ----------------------------------------------- | -------------------------- | ------------------- | --------------- | -- | -- | -- |
| Australien     | Alan Jones                                      | Alan Docking Racing        | John Martin         | 1–7             | 7  | 7  | 14 |
| Brasilien      | Emerson Fittipaldi                              | DS Motorsport Ltd          | Felipe Guimarães    | 1–7             | 7  | 7  | 14 |
| China          | Liu Yu                                          | Team Astromega             | Ho-Pin Tung         | 1–3, 5–6        | 5  | 5  | 10 |
| China          | Liu Yu                                          | Team Astromega             | Cheng Cong Fu       | 4, 7            | 2  | 2  | 4  |
| Deutschland    | Rolf Beisswanger                                | GU-Racing                  | Michael Ammermüller | 5, 7            | 2  | 2  | 4  |
| Deutschland    | Rolf Beisswanger                                | GU-Racing                  | André Lotterer      | 6               | 1  | 1  | 2  |
| Frankreich     | Jean Paul Driot                                 | Connor Racing              | Loïc Duval          | 1, 3–4          | 3  | 3  | 6  |
| Frankreich     | Jean Paul Driot                                 | Connor Racing              | Nicolas Prost       | 2, 5–7          | 4  | 4  | 8  |
| Großbritannien | Tony Clements                                   | eigener                    | Danny Watts         | 2–3, 5          | 3  | 3  | 6  |
| Großbritannien | Tony Clements                                   | eigener                    | Dan Clarke          | 4, 6–7          | 3  | 3  | 6  |
| Indien         | A1 Team India Limited                           | Argo Racing                | Narain Karthikeyan  | 1–7             | 7  | 7  | 14 |
| Indonesien     | Bagoes Hermanto                                 | Performance Racing         | Satrio Hermanto     | 1–4, 7          | 5  | 5  | 10 |
| Indonesien     | Bagoes Hermanto                                 | Performance Racing         | Zahir Ali           | 5–6             | 2  | 2  | 4  |
| Irland         | Teddy Yip junior John P. Hynes                  | Status Grand Prix          | Adam Carroll        | 1–7             | 7  | 7  | 14 |
| Italien        | Piercarlo Ghinzani                              | Team Ghinzani              | Fabio Onidi         | 1               | 1  | 1  | 2  |
| Italien        | Piercarlo Ghinzani                              | Team Ghinzani              | Edoardo Piscopo     | 2–5             | 4  | 4  | 8  |
| Italien        | Piercarlo Ghinzani                              | Team Ghinzani              | Vitantonio Liuzzi   | 6–7             | 2  | 2  | 4  |
| Kanada         | unbekannt                                       | unbekannt                  |                     |                 |    |    |    |
| Korea          | Jung-Yong "Joshua" Kim                          | Carlin Motorsport          | Hwang Jin-woo       | 1–3             | 3  | 2  | 5  |
| Libanon        | Tameem Auchi                                    | Argo Racing                | Daniel Morad        | 1–7             | 7  | 7  | 14 |
| Malaysia       | A1 Team Malaysia Sdn Bhd                        | eigener                    | Fairuz Fauzy        | 1–6             | 6  | 6  | 12 |
| Malaysia       | A1 Team Malaysia Sdn Bhd                        | eigener                    | Aaron Lim           | 7               | 1  | 1  | 2  |
| Mexiko         | Juan Cortina Julio Jáuregui José Ramón Elizondo | Escudería del Mediterráneo | David Garza         | 2–3             | 2  | 2  | 4  |
| Mexiko         | Juan Cortina Julio Jáuregui José Ramón Elizondo | Escudería del Mediterráneo | Salvador Durán      | 4–7             | 4  | 4  | 8  |
| Monaco         | Clivio Piccione Hubertus Bahlsen                | eigener                    | Clivio Piccione     | 1–7             | 7  | 7  | 14 |
| Neuseeland     | Colin Giltrap                                   | DS Motorsport              | Earl Bamber         | 1, 3, 5–7       | 5  | 5  | 10 |
| Neuseeland     | Colin Giltrap                                   | DS Motorsport              | Chris van der Drift | 2, 4            | 2  | 2  | 4  |
| Niederlande    | Jan Lammers                                     | Racing for Holland         | Jeroen Bleekemolen  | 1, 3, 5, 7      | 4  | 4  | 8  |
| Niederlande    | Jan Lammers                                     | Racing for Holland         | Robert Doornbos     | 2, 4, 6         | 3  | 3  | 6  |
| Pakistan       | Adam Khan                                       | unbekannt                  |                     |                 |    |    |    |
| Portugal       | Luís Vicente                                    | Boer Services              | Filipe Albuquerque  | 1–7             | 7  | 7  | 14 |
| Schweiz        | Max Welti                                       | Boer Services              | Neel Jani           | 1–7             | 7  | 7  | 14 |
| Südafrika      | Tokyo Sexwale                                   | Connor Racing              | Adrian Zaugg        | 1–6             | 6  | 6  | 12 |
| Südafrika      | Tokyo Sexwale                                   | Connor Racing              | Alan van der Merwe  | 7               | 1  | 1  | 2  |
| USA            | Michael Andretti Kim Green Kevin Savoree        | Andretti Green Racing      | Charlie Kimball     | 1               | 1  | 1  | 2  |
| USA            | Michael Andretti Kim Green Kevin Savoree        | Andretti Green Racing      | Marco Andretti      | 2–6             | 5  | 5  | 10 |
| USA            | Michael Andretti Kim Green Kevin Savoree        | Andretti Green Racing      | J. R. Hildebrand    | 7               | 1  | 1  | 2  |

| Rookies        | Rookies                | Rookies         |
| Team           | Fahrer                 | Rennwochenenden |
| -------------- | ---------------------- | --------------- |
| Australien     | Ashley Walsh           | 3–5             |
| Brasilien      | Felipe Guimarães       | 2–4             |
| Brasilien      | Ana Beatriz            | 6               |
| China          | Adderly Fong           | 4               |
| Deutschland    | Michael Ammermüller    | 5               |
| Deutschland    | André Lotterer         | 6               |
| Frankreich     | Nicolas Prost          | 2–7             |
| Großbritannien | Danny Watts            | 2–3, 5          |
| Großbritannien | James Winslow          | 4               |
| Großbritannien | Dan Clarke             | 6               |
| Großbritannien | Aaron Steele           | 7               |
| Indien         | Narain Karthikeyan     | 2               |
| Indien         | Armaan Ebrahim         | 3               |
| Indien         | Parthiva Sureshwaren   | 4–7             |
| Indonesien     | Zahir Ali              | 2–6             |
| Irland         | Niall Quinn            | 2–4, 6–7        |
| Italien        | Christian Montanari    | 2               |
| Italien        | Stefano Coletti        | 3               |
| Italien        | Vitantonio Liuzzi      | 6               |
| Korea          | Hwang Jin-woo          | 2–3             |
| Libanon        | Daniel Morad           | 2–5             |
| Libanon        | Jimmy Auby             | 6–7             |
| Malaysia       | Aaron Lim              | 2–7             |
| Mexiko         | David Garza            | 2               |
| Mexiko         | Juan Pablo García      | 4–5             |
| Monaco         | Hubertus Bahlsen       | 4–7             |
| Neuseeland     | Chris van der Drift    | 2, 4            |
| Neuseeland     | Earl Bamber            | 3, 5–6          |
| Niederlande    | Dennis Retera          | 2–7             |
| Portugal       | Armando Parente        | 3, 6            |
| Portugal       | António Félix da Costa | 4–5             |
| Schweiz        | Alexandre Imperatori   | 2–7             |
| Südafrika      | Gavin Cronje           | 3, 5            |
| Südafrika      | Cristiano Morgado      | 4, 6–7          |
| USA            | Marco Andretti         | 2               |
| USA            | J. R. Hildebrand       | 3–5, 7          |
| USA            | Robbie Pecorari        | 6               |

## Rennkalender
Der Kalender der Saison 2008/2009 enthielt sieben Rennwochenenden.
| Nr. | Datum                   | Rennstrecke                        | Sieger      | Zweiter     | Dritter        |
| --- | ----------------------- | ---------------------------------- | ----------- | ----------- | -------------- |
| 1.  | 4. – 5. Oktober 2008    | Circuit Park Zandvoort             | Malaysia    | Neuseeland  | Frankreich     |
| 1.  | 4. – 5. Oktober 2008    | Circuit Park Zandvoort             | Frankreich  | Malaysia    | Neuseeland     |
| 2.  | 7. – 9. November 2008   | Chengdu International Circuit      | Irland      | Niederlande | Großbritannien |
| 2.  | 7. – 9. November 2008   | Chengdu International Circuit      | Portugal    | Irland      | Großbritannien |
| 3.  | 21. – 23. November 2008 | Sepang International Circuit       | Schweiz     | Frankreich  | Neuseeland     |
| 3.  | 21. – 23. November 2008 | Sepang International Circuit       | Irland      | Portugal    | USA            |
| 4.  | 23. – 25. Januar 2009   | Taupo Motorsport Park              | Irland      | Schweiz     | Niederlande    |
| 4.  | 23. – 25. Januar 2009   | Taupo Motorsport Park              | Schweiz     | Irland      | Portugal       |
| 5.  | 20. – 22. Februar 2009  | Kyalami Grand Prix Circuit         | Niederlande | Portugal    | Schweiz        |
| 5.  | 20. – 22. Februar 2009  | Kyalami Grand Prix Circuit         | Schweiz     | Brasilien   | Monaco         |
| 6.  | 10. – 12. April 2009    | Autódromo Internacional do Algarve | Niederlande | Irland      | Portugal       |
| 6.  | 10. – 12. April 2009    | Autódromo Internacional do Algarve | Schweiz     | Portugal    | Malaysia       |
| 7.  | 1. – 3. Mai 2009        | Brands Hatch                       | Irland      | Indien      | Mexiko         |
| 7.  | 1. – 3. Mai 2009        | Brands Hatch                       | Irland      | Niederlande | Schweiz        |

Vor der Saison wurden drei offizielle Tests abgehalten. Sie fanden in Donington (9. / 11. September) und Snetterton (23. / 24. September sowie 2. / 3. Oktober) statt. Hinzu kam ein weiterer Test am 23. / 27. Oktober in Silverstone.
Der Saisonstart musste wegen der Probleme bei der Fertigstellung der neuen Chassis verschoben, das für den 19. – 21. September geplante Rennwochenende in Mugello ersatzlos gestrichen werden. In Zandvoort zwei Wochen später verfügten immer noch nur 17 Teams über ein Chassis, von denen acht ihr Auto auch erst kurz vor dem Rennwochenende – fünf sogar unmittelbar – ausgehändigt bekamen und zum Teil noch während der Trainings (und, in Einzelfällen, des Qualifyings) zusammenbauen mussten. Nur die Teams aus Australien, Italien, Malaysia, Neuseeland, den Niederlanden und Südafrika sowie Irland, Libanon, Monaco und Pakistan hatten ihr Chassis früher erhalten und damit die Gelegenheit zur Teilnahme an Testfahrten gehabt.
Zu den Problemen war es durch einen Unfall des österreichischen Testpiloten Patrick Friesacher nach einem Bruch einer Strebe der hinteren rechten Radaufhängung während eines Tests in Magny-Cours (in der schnellen Estoril-Passage) gekommen, bei dem sich dieser drei Brustwirbel brach, was den eng bemessenen Test-Zeitplan völlig über den Haufen warf. Es wurden Nachbesserungen in diesem Bereich des Autos nötig, die eine entsprechende Zeit in Anspruch nahmen.
Das zunächst für Anfang November geplante Rennwochenende in Lippo Village wurde auf Anfang Februar verschoben; die ursprünglich für Mitte Dezember angesetzte Veranstaltung in Chengdu übernahm daraufhin den Termin. Trotz der nun erhaltenen zusätzlichen Bauzeit konnte die Strecke nahe Jakarta aufgrund starker Regenfälle, die bereits vorasphaltierte Abschnitte wieder zerstörten, in sicherheitsrelevanten Bereichen nicht rechtzeitig für die FIA-Streckenabnahme fertiggestellt werden, sodass eine Grade-2-Einstufung nicht erfolgte, die A1GP-Serie gar nicht erst anreiste und nur einheimische Serien wie die indonesische GT-Meisterschaft tatsächlich Läufe austrugen.
Vor dem Rennwochenende in Kyalami gab es erhebliche Verzögerungen bei der Anlieferung des Equipements. Durch diese wurde der Tagesablauf mancher Teams am Freitag entscheidend beeinträchtigt, die Trainings darum nach hinten verschoben, wobei jedoch die Rookie-Sessions für manche Teams immer noch zu früh stattfanden.
Das zuletzt für den 22. bis 24. Mai vorgesehene Rennwochenende in Mexiko-Stadt wurde wegen des Ausbruchs der Schweinegrippe abgesagt. Zuvor hatte es bereits Probleme mit der Homologierung der ursprünglich für den 13. bis 15. März angesetzten Strecke gegeben, da sich die FIA mit der im Vorjahr verwendeten Einfachschikane vor der gefährlichen Peralta(da)-Zielkurve nicht mehr zufriedengab und erst eine von der A1GP-Serie vorgeschlagene Dreifachschikane auf Akzeptanz stieß.
Ein von Medien ins Spiel gebrachtes Rennwochenende im brasilianischen Interlagos vom 15. bis 17. Mai 2009, das in den ersten Versionen des offiziellen A1GP-Kalenders als TBA-Veranstaltung Ende März aufgeführt war, kam nicht zustande. Der Ort und der spätere Termin waren ohnehin nie von den Serienorganisatoren offiziell bekanntgegeben worden.

## Regeländerungen
Die beiden Abschnitte des Rookie-Trainings wurden um je fünf Minuten auf 30 Minuten verlängert, die Pause von zehn auf 20 Minuten erhöht. Die Qualifikation bestand weiterhin aus vier Teilen; die Piloten hatten in jedem Segment nun jedoch nur noch zehn statt 15 Minuten Zeit um ihre Rundenzeiten zu erzielen. Während das Hauptrennen keine Regeländerungen erfuhr, ergaben sich für das Sprintrennen drei Veränderungen: Die Rennzeit wurde von 19 auf 24 Minuten plus eine Runde aufgestockt. Um größere Verschiebungen möglich zu machen, mussten die Teams jetzt auch in diesem Rennen einen Boxenstopp zwischen den Runden vier und acht einlegen. Das Punktesystem wurde ein weiteres Mal verändert und belohnte nur noch die ersten acht Fahrer des Sprintrennens. Der Sieger bekam zehn Zähler, für die weiteren Platzierungen wurden Punkte in den Schritten 8-6-5-4-3-2-1 vergeben.
Die Definition des „Rookies“ wurde einer weiteren Änderung unterzogen: So fielen in diese Kategorie nunmehr Fahrer, die noch nicht mehr als sechs Rennen in der A1GP-Serie bestritten hatten und auch noch nicht in einem der fünf stärksten Monoposto-Championate (Formel 1, GP2, Champ Car, Formel Nippon und Indy Cars) angetreten waren oder Fahrer, die für die „Motorsport-Entwicklungsländer“ China, Indonesien, Korea, Libanon sowie Pakistan an den Start gingen und noch nicht mehr als drei Top-Ten-Ergebnisse in der A1GP-Serie erzielt hatten.
Im Zuge der Verpflichtung von Magneti Marelli als Elektroniklieferant im Schlepptau von Ferrari wurden die neuen Fahrzeuge mit einer Launch Control ausgestattet. Das vormals strikte Verbot technischer Fahrhilfen war damit hinfällig.
Um den Nachteil, den die aufgrund der Chassis-Problematik beim Auftakt verhinderten Teams hinsichtlich des Meisterschaftsstands erlitten hätten, so gering wie möglich zu halten, wurden vor dem Zandvoort-Wochenende Streichresultate eingeführt. Die betroffenen Teams konnten damit das punktlose erste Rennwochenende aus der Wertung nehmen, wohingegen sich die an allen sieben Veranstaltungen teilnehmenden Nationen an anderer Stelle einen Doppelausfall leisten konnten.
Nach dem Rennwochenende in Chengdu wurde beschlossen, dass die Fahrer im Qualifying zukünftig in einer der vier gezeiteten Runden den PowerBoost-Knopf für 60 Zusatz-PS würden benutzen dürfen. Dieser bliebe dann die komplette Runde aktiviert, was in einem signifikanten Leistungsvorteil resultieren sollte. Die neue Regel kam in Sepang erstmals zum Einsatz und war ab der Veranstaltung in Kyalami Standard.
Neben den offiziellen Testfahrten und den Rennwochenenden gab es in dieser Saison erstmals die Möglichkeit, in einem speziell angepassten Simulator zu trainieren.

## Ergebnisse
| Pos. | Team           | ZAN SR                                    | ZAN HR                                    | CHE SR                                    | CHE HR                                    | SEP SR                                    | SEP HR                                    | TAU SR                                    | TAU HR                                    | KYA SR                                    | KYA HR                                    | ALG SR                                    | ALG HR                                    | BRA SR                                    | BRA HR                                    | Pkte    |
| ---- | -------------- | ----------------------------------------- | ----------------------------------------- | ----------------------------------------- | ----------------------------------------- | ----------------------------------------- | ----------------------------------------- | ----------------------------------------- | ----------------------------------------- | ----------------------------------------- | ----------------------------------------- | ----------------------------------------- | ----------------------------------------- | ----------------------------------------- | ----------------------------------------- | ------- |
| 1    | Irland         | 16 CAR                                    | 16 CAR                                    | 1 CAR                                     | 2 CAR                                     | 5 CAR                                     | 1 CAR                                     | 1 CAR                                     | 2 CAR                                     | 4 CAR                                     | 20 CAR                                    | 2 CAR                                     | 5 CAR                                     | 1 CAR                                     | 1 CAR                                     | 112     |
| 2    | Schweiz        | 5 JAN                                     | 17 JAN                                    | 4 JAN                                     | 4 JAN                                     | 1 JAN                                     | 19 JAN                                    | 2 JAN                                     | 1 JAN                                     | 3 JAN                                     | 1 JAN                                     | 15 JAN                                    | 1 JAN                                     | 8 JAN                                     | 3 JAN                                     | 95 (99) |
| 3    | Portugal       | 9 ALB                                     | 11 ALB                                    | 6 ALB                                     | 1 ALB                                     | 4 ALB                                     | 2 ALB                                     | 6 ALB                                     | 3 ALB                                     | 2 ALB                                     | 5 ALB                                     | 3 ALB                                     | 2 ALB                                     | 5 ALB                                     | 5 ALB                                     | 92      |
| 4    | Niederlande    | 4 BLE                                     | 5 BLE                                     | 2 DOO                                     | 16 DOO                                    | 6 BLE                                     | 8 BLE                                     | 3 DOO                                     | 5 DOO                                     | 1 BLE                                     | 4 BLE                                     | 1 DOO                                     | DNS DOO                                   | 6 BLE                                     | 2 BLE                                     | 75 (81) |
| 5    | Frankreich     | 3 DUV                                     | 1 DUV                                     | 8 PRO                                     | 18 PRO                                    | 2 DUV                                     | 14 DUV                                    | 4 DUV                                     | 6 DUV                                     | 10 PRO                                    | 18 PRO                                    | 13 PRO                                    | 6 PRO                                     | 9 PRO                                     | 10 PRO                                    | 47      |
| 6    | Malaysia       | 1 FAU                                     | 2 FAU                                     | 13 FAU                                    | 5 FAU                                     | 15 FAU                                    | 10 FAU                                    | 8 FAU                                     | 10 FAU                                    | 9 FAU                                     | 15 FAU                                    | 8 FAU                                     | 3 FAU                                     | 16 LIM                                    | 15 LIM                                    | 43      |
| 7    | Neuseeland     | 2 BAM                                     | 3 BAM                                     | 7 VDD                                     | 11 VDD                                    | 3 BAM                                     | 6 BAM                                     | 5 VDD                                     | 13 VDD                                    | 8 BAM                                     | 17 BAM                                    | 20 BAM                                    | 17 BAM                                    | 18 BAM                                    | 17 BAM                                    | 36      |
| 8    | Australien     | 11 JMA                                    | 4 JMA                                     | 11 JMA                                    | 6 JMA                                     | 8 JMA                                     | 4 JMA                                     | 19 JMA                                    | 4 JMA                                     | 12 JMA                                    | 13 JMA                                    | 10 JMA                                    | 12 JMA                                    | 7 JMA                                     | 8 JMA                                     | 36      |
| 9    | Monaco         | 17 PIC                                    | 6 PIC                                     | 9 PIC                                     | 7 PIC                                     | 12 PIC                                    | 17 PIC                                    | 16 PIC                                    | 18 PIC                                    | 5 PIC                                     | 3 PIC                                     | 5 PIC                                     | 15 PIC                                    | 19 PIC                                    | 4 PIC                                     | 35      |
| 10   | USA            | 8 KIM                                     | 10* KIM                                   | 15 AND                                    | 8 AND                                     | 19 AND                                    | 3 AND                                     | 11 AND                                    | 11 AND                                    | 17 AND                                    | 8 AND                                     | 12 AND                                    | 14 AND                                    | 4 HIL                                     | 14 HIL                                    | 28      |
| 11   | Großbritannien |                                           |                                           | 3 WAT                                     | 3 WAT                                     | 16 WAT                                    | 16 WAT                                    | 12 CLA                                    | 12 CLA                                    | 19 WAT                                    | 7 WAT                                     | 11 CLA                                    | 7 CLA                                     | 13 CLA                                    | 7 CLA                                     | 24      |
| 12   | Indien         |                                           |                                           | 10 KAR                                    | 10 KAR                                    | 18 KAR                                    | 18 KAR                                    | 9 KAR                                     | 7 KAR                                     | 6 KAR                                     | 12 KAR                                    | 6 KAR                                     | 11 KAR                                    | 2 KAR                                     | 19 KAR                                    | 19      |
| 13   | Mexiko         |                                           |                                           | 16 DGA                                    | 15 DGA                                    | 14 DGA                                    | 15 DGA                                    | 15 DUR                                    | 16 DUR                                    | 16 DUR                                    | 19 DUR                                    | 9 DUR                                     | 4 DUR                                     | 3 DUR                                     | 6 DUR                                     | 19      |
| 14   | Südafrika      | 6 ZAU                                     | 13 ZAU                                    | 5 ZAU                                     | 9 ZAU                                     | 9 ZAU                                     | 5 ZAU                                     | 10 ZAU                                    | 9 ZAU                                     | 7 ZAU                                     | 16 ZAU                                    | 17 ZAU                                    | 16 ZAU                                    | 15 VDM                                    | 11 VDM                                    | 19      |
| 15   | Brasilien      | 13 GUI                                    | 15 GUI                                    | 20 GUI                                    | 20 GUI                                    | 17 GUI                                    | 7 GUI                                     | 14 GUI                                    | 15 GUI                                    | 15 GUI                                    | 2 GUI                                     | 7 GUI                                     | DNS GUI                                   | DNS GUI                                   | DNS GUI                                   | 18      |
| 16   | Italien        | 7 ONI                                     | 14 ONI                                    | 14 PIS                                    | 19 PIS                                    | 7 PIS                                     | 11 PIS                                    | 7 PIS                                     | 8 PIS                                     | 11 PIS                                    | 10 PIS                                    | 4 LIU                                     | 13 LIU                                    | 10 LIU                                    | 9 LIU                                     | 17      |
| 17   | Libanon        | 10 MOR                                    | 8 MOR                                     | 12 MOR                                    | 13 MOR                                    | 11 MOR                                    | 12 MOR                                    | 18 MOR                                    | 19 MOR                                    | 20 MOR                                    | 6 MOR                                     | 18 MOR                                    | 18 MOR                                    | 17 MOR                                    | 12 MOR                                    | 8       |
| 18   | China          | 12 TUN                                    | 9* TUN                                    | 17 TUN                                    | 12 TUN                                    | 10 TUN                                    | 9 TUN                                     | 17 CHE                                    | 14 CHE                                    | 13 TUN                                    | 14 TUN                                    | 16 TUN                                    | 8 TUN                                     | 14 CHE                                    | 18 CHE                                    | 7       |
| 19   | Korea          | 14 HWA                                    | 7 HWA                                     | 19 HWA                                    | 17 HWA                                    | DNS HWA                                   |                                           |                                           |                                           |                                           |                                           |                                           |                                           |                                           |                                           | 4       |
| 20   | Indonesien     | 15 HER                                    | 12 HER                                    | 18 HER                                    | 14 HER                                    | 13 HER                                    | 13 HER                                    | 13 HER                                    | 17 HER                                    | 18 ALI                                    | 9 ALI                                     | 14 ALI                                    | 10 ALI                                    | 12 HER                                    | 13 HER                                    | 3       |
| 21   | Deutschland    |                                           |                                           |                                           |                                           |                                           |                                           |                                           |                                           | 14 AMM                                    | 11 AMM                                    | 19 LOT                                    | 9 LOT                                     | 11 AMM                                    | 16 AMM                                    | 2       |
| -    | Kanada         | offiziell gelistet, aber nicht angetreten | offiziell gelistet, aber nicht angetreten | offiziell gelistet, aber nicht angetreten | offiziell gelistet, aber nicht angetreten | offiziell gelistet, aber nicht angetreten | offiziell gelistet, aber nicht angetreten | offiziell gelistet, aber nicht angetreten | offiziell gelistet, aber nicht angetreten | offiziell gelistet, aber nicht angetreten | offiziell gelistet, aber nicht angetreten | offiziell gelistet, aber nicht angetreten | offiziell gelistet, aber nicht angetreten | offiziell gelistet, aber nicht angetreten | offiziell gelistet, aber nicht angetreten | 0       |
| -    | Pakistan       | offiziell gelistet, aber nicht angetreten | offiziell gelistet, aber nicht angetreten | offiziell gelistet, aber nicht angetreten | offiziell gelistet, aber nicht angetreten | offiziell gelistet, aber nicht angetreten | offiziell gelistet, aber nicht angetreten | offiziell gelistet, aber nicht angetreten | offiziell gelistet, aber nicht angetreten | offiziell gelistet, aber nicht angetreten | offiziell gelistet, aber nicht angetreten | offiziell gelistet, aber nicht angetreten | offiziell gelistet, aber nicht angetreten | offiziell gelistet, aber nicht angetreten | offiziell gelistet, aber nicht angetreten | 0       |

| Legende  | Legende            | Legende                                                          |
| Farbe    | Abkürzung          | Bedeutung                                                        |
| -------- | ------------------ | ---------------------------------------------------------------- |
| Gold     | –                  | Sieg                                                             |
| Silber   | –                  | 2. Platz                                                         |
| Bronze   | –                  | 3. Platz                                                         |
| Grün     | –                  | Platzierung in den Punkten                                       |
| Blau     | –                  | Klassifiziert außerhalb der Punkteränge                          |
| Violett  | DNF                | Rennen nicht beendet (did not finish)                            |
| Violett  | NC                 | nicht klassifiziert (not classified)                             |
| Rot      | DNQ                | nicht qualifiziert (did not qualify)                             |
| Rot      | DNPQ               | in Vorqualifikation gescheitert (did not pre-qualify)            |
| Schwarz  | DSQ                | disqualifiziert (disqualified)                                   |
| Weiß     | DNS                | nicht am Start (did not start)                                   |
| Weiß     | WD                 | zurückgezogen (withdrawn)                                        |
| Hellblau | PO                 | nur am Training teilgenommen (practiced only)                    |
| Hellblau | TD                 | Freitags-Testfahrer (test driver)                                |
| ohne     | DNP                | nicht am Training teilgenommen (did not practice)                |
| ohne     | INJ                | verletzt oder krank (injured)                                    |
| ohne     | EX                 | ausgeschlossen (excluded)                                        |
| ohne     | DNA                | nicht erschienen (did not arrive)                                |
| ohne     | C                  | Rennen abgesagt (cancelled)                                      |
| ohne     | keine WM-Teilnahme |                                                                  |
| sonstige | P/fett             | Pole-Position                                                    |
| sonstige | 1/2/3/4/5/6/7/8    | Punktplatzierung im Sprint-/Qualifikationsrennen                 |
| sonstige | SR/kursiv          | Schnellste Rennrunde                                             |
| sonstige | *                  | nicht im Ziel, aufgrund der zurückgelegten Distanz aber gewertet |
| sonstige | ()                 | Streichresultate                                                 |
| sonstige | unterstrichen      | Führender in der Gesamtwertung                                   |

- In Klammern: ohne Streichresultate

## Berichterstattung
Im deutschsprachigen Raum wurde die Serie zunächst weiterhin von Premiere nach dem Schema der vorigen Saison übertragen. Zum Jahreswechsel stieg der Pay-TV-Sender aber aus der Übertragung aus. Das Schweizer Sportfernsehen auf Star TV strahlte alle Hauptrennen als Aufzeichnung aus.

## Nach der Saison
Im Vorfeld der Saison 2009/2010 wurde vielfach die schwierige Finanzlage der Serie thematisiert, die unter anderem durch die Insolvenz der A1 Grand Prix Operations Limited, eine für das organisatorische Tagesgeschäft zuständige Teilfirma der A1GP-Gruppe, ihren Nachdruck fand. Kurz vor Saisonbeginn schienen diese Probleme plötzlich beseitigt zu sein, nachdem ein Deal mit dem renommierten Sportpromoter IMG geschlossen wurde. Das spektakulär von der IndyCar-Serie als Saisonauftakt übernommene Event in Surfers Paradise sowie ein kurz davor anberaumter Test auf dem Queensland Raceway fanden allerdings nicht statt, was das Ende der A1GP-Serie besiegelte. Auch die bis dato weiteren acht im provisorischen Rennkalender gelisteten Termine, darunter die Rennwochenenden zwei und drei in Zhuhai und Sepang, fielen aus. Um die von den SuperGP-Organisatoren zusammen mit der queensländischen Regierung im Vorfeld des Events in Surfers Paradise bezahlten Antrittsgelder in Höhe von 1,12 Millionen Euro entbrannte ein gerichtlicher Streit, da die Serienorganisatoren um Tony Teixeira das Geld nicht zurückzahlen konnten. Auch der vor der Saison 2008/2009 durch das Andretti-Green-Racing-Team ersetzte ehemalige Seatholder des Teams USA, Rick Weidinger, begann einen Gerichtsprozess gegen die Serie um nicht erhaltene Preisgelder und den Bruch seines Exklusivvertrags hinsichtlich der Seatholderrechte durch Teixeira; er bekam 4,5 Millionen US-Dollar von einem Bezirksgericht in Virginia zugesprochen. A1GP meldete im Winter Insolvenz an, die Reste wurden in mehreren Runden ab Februar 2010 zur Versteigerung angeboten. Am Ende hatte die Serie fast 500 Millionen Euro Schulden angehäuft.